# Tullio Lombardo
Tullio Lombardo, nacido Tullio Solari, (Padua, 1455/1460 - Venecia, 17 de noviembre de 1532) fue un escultor y arquitecto italiano, hijo del también escultor y arquitecto Pietro Lombardo, representante del Renacimiento veneciano.

## Biografía

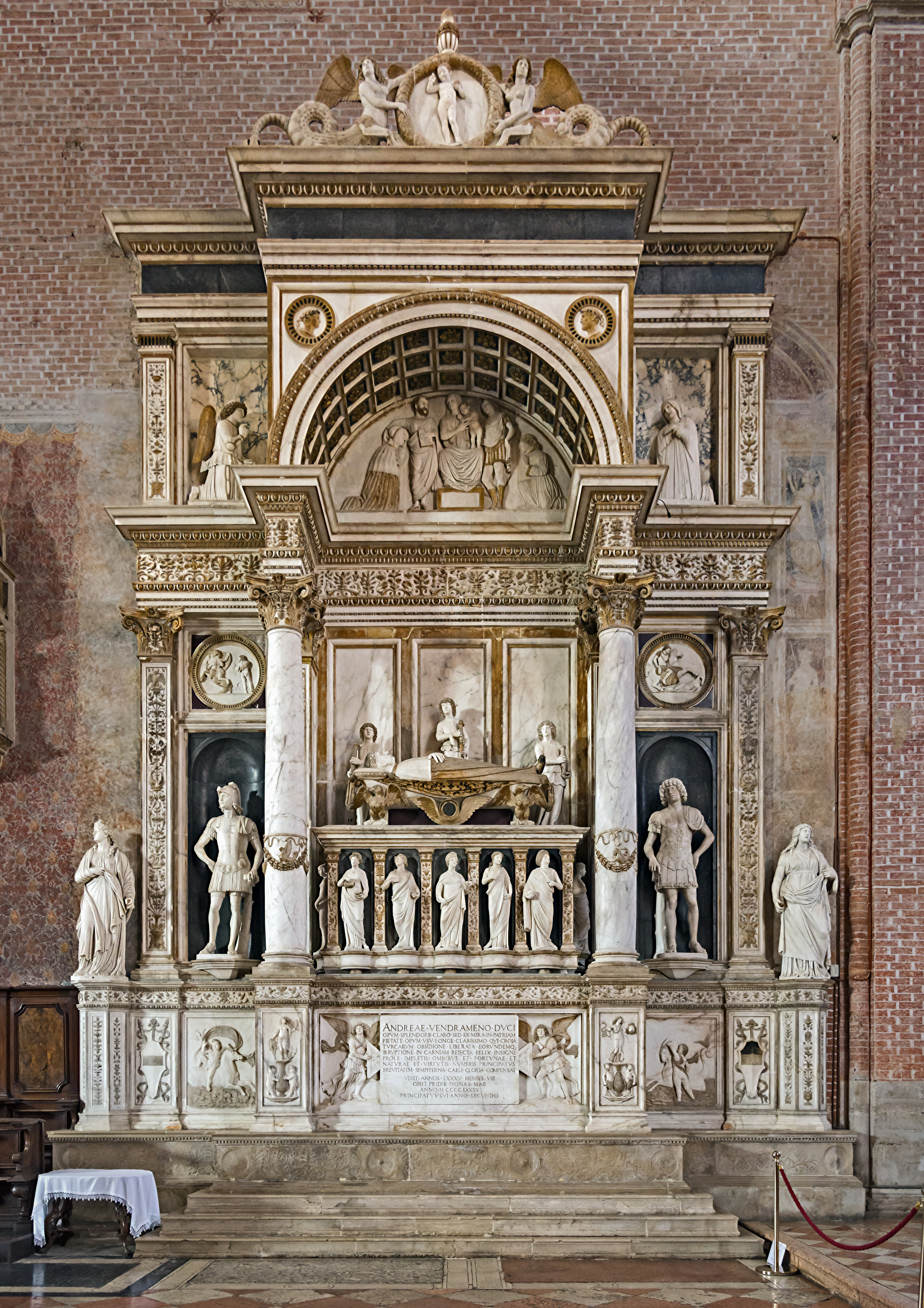
Monumento fúnebre del dogo Andrea Vendramin, en la iglesia de San Zanipolo de Venecia.

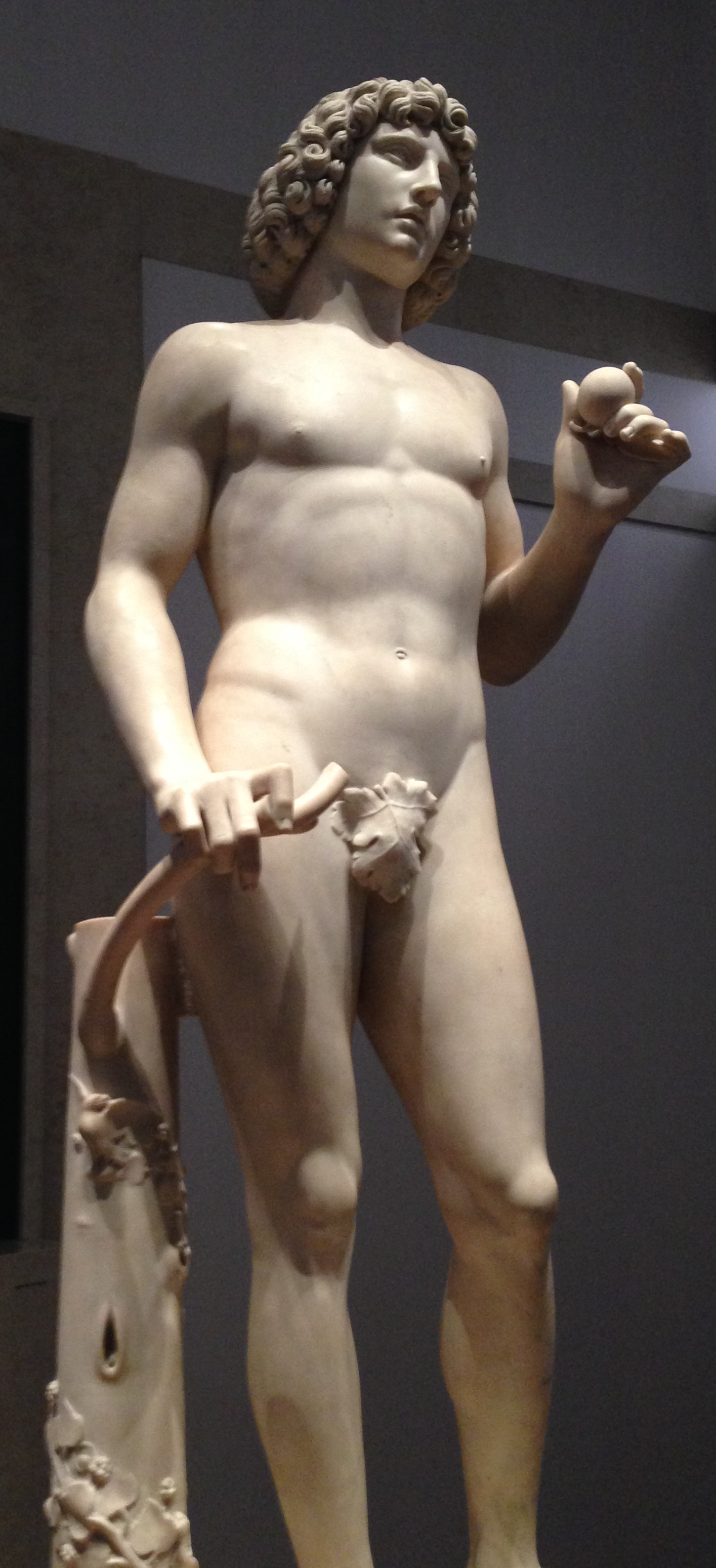
Adán de Tullio Lombardo (museo Metropolitan de Nueva York).

Formado en el taller de su padre, trabajó como ayudante de éste junto a su hermano Antonio. Su estilo denota la influencia toscana que también es característica del trabajo de Pietro, a quien acompañó a Venecia con el resto de la familia. Destacó principalmente en arte funerario, donde formó parte un auténtico clan que siguieron sus dos hijos Antonio y Tullio. Aunque también realizó en escultura monumentos conmemorativos como el monumento a Roselli. Junto a su familia y bajo la dirección de su padre Pietro dirigió las obras de Santa María dei Miracoli, la Madonna Grande de Treviso y San Salvador de Venecia.
Obra de Tullio es el Adán actualmente conservado en el Metropolitan Museum de New York. Esta escultura es uno de los primeros ejemplos de desnudo clasicista en el ámbito del arte veneciano.